# Ceratolobus pseudoconcolor
Ceratolobus pseudoconcolor är en enhjärtbladig växtart som beskrevs av John Dransfield. Ceratolobus pseudoconcolor ingår i släktet Ceratolobus och familjen Arecaceae. Inga underarter finns listade i Catalogue of Life.